# Javier Gómez de Liaño
Francisco Javier Gómez de Liaño y Botella (Orense, 2 de agosto de 1948) es un jurista español. Conocido por su carrera como juez, ejerce actualmente de abogado. 

## Biografía
Licenciado en Derecho por la Universidad de Salamanca, fue juez de vigilancia penitenciaria antes de pasar a la Audiencia Nacional. Desde este tribunal asumió casos relacionados con los GAL como el de Lasa y Zabala. Entre 1990 y 1995 fue también vocal del Consejo General del Poder Judicial de España (CGPJ). Antes de ejercer como juez, fue secretario judicial.

### Denuncia contra el Grupo Prisa y condena por prevaricación
En 1997 asumió una denuncia contra el Grupo Prisa. Gómez de Liaño procesó a Jesús de Polanco, Juan Luis Cebrián y a todo el Consejo de Administración de Sogecable, por un presunto delito de apropiación indebida. Dictó un total de siete resoluciones que fueron revocadas en instancias superiores. En 1998 Jesús de Polanco lo denunció por prevaricación en la instrucción del caso y fue condenado por dicho delito y apartado de la carrera judicial. Recurrió en diversas instancias (incluyendo Tribunal Supremo y el Tribunal Constitucional) que rechazaron los recursos. 
En 2000 recibió un indulto del gobierno (presidido por José María Aznar) para volver a la carrera judicial, con la condición de no incorporarse a la Audiencia Nacional durante 25 años.
En julio de 2008 el Tribunal Europeo de Derechos Humanos, recordando «la importancia que para una sociedad democrática tiene la confianza que los tribunales deben inspirar a los justiciables», estima que «las quejas sobre la imparcialidad del órgano jurisdiccional español que le juzgó y le condenó del demandante Gómez de Liaño pueden ser consideradas objetivamente justificadas», concluyendo el Tribunal que en el juicio al que fue sometido el demandante «ha habido violación del art. 6.1 del Convenio Europeo para la Protección de los Derechos Humanos y de las Libertades Fundamentales», que establece que «toda persona tiene derecho a que su causa sea oída … por un tribunal independiente e imparcial». La estimación del recurso basado en el art. 6.1 del Convenio Europeo para la Protección de los Derechos Humanos y de las Libertades Públicas se basó en que al dictar con anterioridad los jueces que le juzgaron determinadas resoluciones incidentales, no habían ofrecido la suficiente «apariencia de imparcialidad», todo ello debido al sistema procesal español.
No obstante, el tribunal no le absolvió de los delitos por los que fue condenado ni anuló las sentencias del Tribunal Supremo ni del Constitucional al carecer de competencias para ello, limitándose a imponer al Estado una multa de 5.000 euros  en concepto de "daños morales". Es una constante en la jurisprudencia del Tribunal de Estrasburgo que el mismo no tiene atribuciones para anular normas, actos administrativos, ni sentencias judiciales, limitándose sus competencias a examinar y declarar la vulneración de los derechos recogidos en el Convenio por parte de los estados parte, y en su caso a conceder a la parte perjudicada una satisfacción equitativa.
En la actualidad y merced a la reforma operada por la Ley 41/2015, de 5 de octubre, el artículo 954 de la Ley de Enjuiciamiento Criminal permite solicitar las revisión de las sentencias firmes "Cuando el Tribunal Europeo de Derechos Humanos haya declarado que dicha resolución fue dictada en violación de alguno de los derechos reconocidos en el Convenio Europeo para la Protección de los Derechos Humanos y Libertades Fundamentales y sus Protocolos, siempre que la violación, por su naturaleza y gravedad, entrañe efectos que persistan y no puedan cesar de ningún otro modo que no sea mediante esta revisión".
En julio de 2022, la Audiencia Nacional ha abierto una nueva línea de investigación en el Caso Tándem para determinar si existen indicios de la utilización de los servicios de José Manuel Villarejo por parte de Prisa para investigar y apartar del caso a Gómez de Liaño, y acepta la personación de este último como perjudicado en la causa.

### Abogado y escritor
En su etapa como abogado asumió la defensa de una persona imputada en el caso de corrupción urbanística en España, caso Malaya. Sin embargo renunció a defenderla alegando "incompatibilidad total en la línea de defensa". También defendió al georgiano Zakhar Kalashov.
El 11 de julio de 2013 asumió la defensa del extesorero del PP Luis Bárcenas, después de que los letrados Miguel Bajo y Alfonso Trallero renunciaran a representarle por sus discrepancias profesionales con él. La mujer de Gómez de Liaño, la abogada María Dolores Márquez de Prado, asumió la defensa de la mujer de Bárcenas, Rosalía Iglesias.
Además de ejercer la abogacía, Gómez de Liaño colabora esporádicamente en el diario El Mundo y ha publicado dos libros sobre la justicia española: Desde el banquillo (Ediciones Temas de Hoy, 2000) y Pasos perdidos. También es autor de una novela de ficción, basada en un error judicial, titulada "La casa de los momos". Vive en la localidad madrileña de Torrelodones.